# Nojeon-en-Vexin
Nojeon-en-Vexin és un municipi francès situat al departament de l'Eure i a la regió de Normandia. L'any 2007 tenia 319 habitants.

## Demografia

### Població
El 2007 la població de fet de Nojeon-en-Vexin era de 319 persones. Hi havia 113 famílies de les quals 20 eren unipersonals (8 homes vivint sols i 12 dones vivint soles), 32 parelles sense fills, 49 parelles amb fills i 12 famílies monoparentals amb fills.
La població ha evolucionat segons el següent gràfic:
Habitants censats

### Habitatges
El 2007 hi havia 138 habitatges, 117 eren l'habitatge principal de la família, 10 eren segones residències i 11 estaven desocupats. 137 eren cases i 1 era un apartament. Dels 117 habitatges principals, 98 estaven ocupats pels seus propietaris i 18 estaven llogats i ocupats pels llogaters; 3 tenien dues cambres, 17 en tenien tres, 34 en tenien quatre i 62 en tenien cinc o més. 87 habitatges disposaven pel capbaix d'una plaça de pàrquing. A 39 habitatges hi havia un automòbil i a 69 n'hi havia dos o més.

### Piràmide de població
La piràmide de població per edats i sexe el 2009 era:
| Homes | Edats   | Dones |
| ----- | ------- | ----- |
| 0     | 95 o +  | 0     |
| 0     | 90 a 94 | 0     |
| 0     | 85 a 89 | 0     |
| 4     | 80 a 84 | 8     |
| 4     | 75 a 79 | 4     |
| 4     | 70 a 74 | 0     |
| 8     | 65 a 69 | 4     |
| 0     | 60 a 64 | 8     |
| 0     | 55 a 59 | 0     |
| 12    | 50 a 54 | 4     |
| 12    | 45 a 49 | 12    |
| 20    | 40 a 44 | 16    |
| 0     | 35 a 39 | 8     |
| 4     | 30 a 34 | 4     |
| 12    | 25 a 29 | 12    |
| 16    | 20 a 24 | 8     |
| 4     | 15 a 19 | 12    |
| 4     | 10 a 14 | 8     |
| 12    | 5 a 9   | 8     |
| 0     | 0 a 4   | 20    |

## Economia
El 2007 la població en edat de treballar era de 219 persones, 180 eren actives i 39 eren inactives. De les 180 persones actives 164 estaven ocupades (96 homes i 68 dones) i 16 estaven aturades (4 homes i 12 dones). De les 39 persones inactives 13 estaven jubilades, 14 estaven estudiant i 12 estaven classificades com a «altres inactius».

### Ingressos
El 2009 a Nojeon-en-Vexin hi havia 119 unitats fiscals que integraven 323,5 persones, la mediana anual d'ingressos fiscals per persona era de 17.190 €.

### Activitats econòmiques
Dels 13 establiments que hi havia el 2007, 1 era d'una empresa de fabricació d'altres productes industrials, 4 d'empreses de construcció, 1 d'una empresa de transport, 2 d'empreses immobiliàries, 2 d'entitats de l'administració pública i 3 d'empreses classificades com a «altres activitats de serveis».
Dels 6 establiments de servei als particulars que hi havia el 2009, 1 era un guixaire pintor, 1 fusteria, 1 lampisteria, 1 electricista i 2 perruqueries.
L'any 2000 a Nojeon-en-Vexin hi havia 6 explotacions agrícoles.

## Equipaments sanitaris i escolars
El 2009 hi havia una escola elemental integrada dins d'un grup escolar amb les comunes properes formant una escola dispersa.

## Poblacions més properes
El següent diagrama mostra les poblacions més properes.